# 坪井東
坪井東（1915年—1996年），日本企业家。曾为三井不动产公司经理、经济同友会干事、三井企业集团“二木会”成员。

## 生平
坪井東于1915年5月1日生，千叶县人。1938年东京商业大学毕业，入三井本社。
1948年任照国海运公司总务部长，同年任东邦贸易理事兼营业部长。1950年转至三井不动产公司，1963年任理事兼临海事业部长，1967年11月任常务理事，1969年任专务理事，1974年任经理。他还曾任三井不动产贩卖公司经理、三井情报开发公司理事等职。